# 洪陸訓
洪陸訓（1944年8月4日—），中華民國陸軍上校、政治學學者，生於金門縣烈嶼鄉，畢業於政工幹校政治系學、碩士、美國聖若望大學東亞所碩士、美國北德州大學政治系博士，曾任薩爾瓦多國防部指参大學講座教授、國防大學政治系主任、淡江大學戰研所兼任教授、陸軍206師616旅政戰處長、國防部總政戰部保防處政参官等職，為國內軍事政治學研究領域的集大成者。